# Meteorologisk institutt

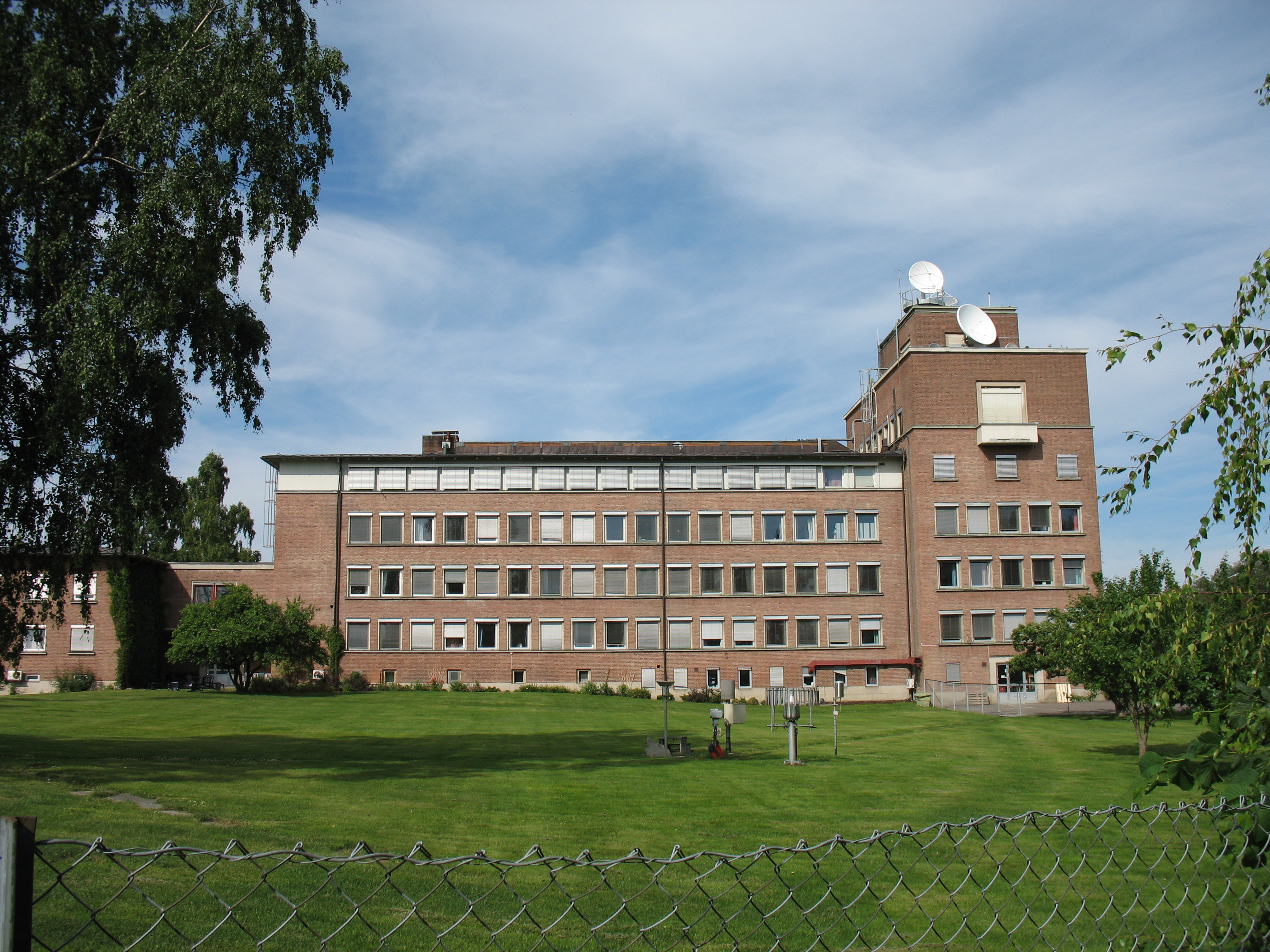
Meteorologisk institutt, Oslo

Meteorologisk institutt är det norska meteorologiska institutet. Det skapades som ett universitetsinstitut enligt ett stortingsbeslut på våren 1866 och enligt en kunglig resolution den 28 juli samma år. Den första chefen Henrik Mohn var samtidigt professor vid Universitetet i Oslo, men fick titeln direktör efter att institutet år 1909 separerades och blev en fristående institution under Kyrko- och undervisningsdepartementet. 
Institutet har ansvar för meteorologisk service i Norge. Till institutets viktigaste uppgift hör att utarbeta dygns- och långtidsprognoser för hav och land. Institutet bevakar även klimatförändringar i Norge samt i Norra ishavsregionen. Institutet har sedan 1940 sitt huvudkontor på universitetsområdet Blindern i Oslo. Två andra större kontor finns: i Bergen och Tromsø. Institutet har mätstationer vid alla större flygplatser samt permanenta, bemannade väderstationer på Björnön, Hopen och Jan Mayen. 
Meteorlogisk institutt är idag ett statligt förvaltningsorgan under Kunskapsdepartementet, med ansvar för den offentliga meteorologiska tjänsten för både civila och militära ändamål. Tillsammans med NRK driver man webbplatsen Yr.no, som även presenterar internationella prognoser.

## Direktörer förMeteorologisk institutt
- Henrik Mohn (1866-1913)
- Aksel Steen (1914-1915)
- Hans Theodor Hesselberg (1915-1955)
- Ragnar Fjørtoft (1955-1978)
- Kaare Langlo (1978-1983)
- Arne Grammeltvedt (1984-1998)
- Anton Eliassen (Från 1998)